# Lochmaeocles callidryas
Lochmaeocles callidryas är en skalbaggsart som först beskrevs av Bates 1865.  Lochmaeocles callidryas ingår i släktet Lochmaeocles och familjen långhorningar.
Artens utbredningsområde är:
- Guyana.
- Surinam.
- Venezuela.

Inga underarter finns listade i Catalogue of Life.